# Петраково (Череповецкий район)
Петраково — деревня в Череповецком районе Вологодской области.
Входит в состав Югского сельского поселения (с 1 января 2006 года по 8 апреля 2009 года входила в Домозеровское сельское поселение), с точки зрения административно-территориального деления — в Домозеровский сельсовет.
Расстояние по автодороге до районного центра Череповца — 17 км, до центра муниципального образования Нового Домозерова — 12 км. Ближайшие населённые пункты — Малата, Блиново, Юрьевец.
По переписи 2002 года население — 25 человек (11 мужчин, 14 женщин). Всё население — русские.